# Euphaea pahyapi
Euphaea pahyapi är en trollsländeart som beskrevs av Hämäläinen 1985. Euphaea pahyapi ingår i släktet Euphaea och familjen Euphaeidae. IUCN kategoriserar arten globalt som sårbar. Inga underarter finns listade i Catalogue of Life.